# Compagnie du chemin de fer de Pepinster à Spa
La Compagnie du chemin de fer de Pepinster à Spa est une société anonyme de droit belge créée en 1853 pour reprendre et gérer la concession de la ligne de Pepinster à Spa, avec les embranchements et prolongements prévus. Elle est reprise par les chemins de fer de l’État belge en 1873.

## Histoire
La société anonyme dénommée société anonyme du chemin de fer de Pepinster à Spa, créée le 12 février 1853, est autorisée par l'arrêté royal du 21 février 1853.
La Société royale grand-ducale des chemins de fer Guillaume-Luxembourg, désireuse de réaliser une ligne directe vers la région de Liège entreprit de prolonger la ligne Pepinster - Spa vers la frontière luxembourgeoise (via Stavelot, Trois-Ponts, Vielsalm et Gouvy), réalisant la jonction grand-ducale qui se prolongeait par une ligne vers la ville de Luxembourg. Pour ce faire, elle racheta la concession du chemin de fer de Pepinster à Spa, qui cessa donc d’exister comme une entité séparée. La jonction grand-ducale fut réalisée de 1862 à 1867 et exploitée par la compagnie, française, des Chemins de fer de l'Est. Elle sera nationalisée en 1872 après la guerre franco-prussienne.

## Vestiges
En plus de la ligne elle-même, la compagnie du Pepinster - Spa a réalisé plusieurs gares qu'elle a décoré avec des croisillons de brique, caractéristiques.
- la gare de Theux existe toujours, et date de l’ouverture de la ligne
- la première gare de Spa a perdu sa fonction de gare en 1863 lors du prolongement de la ligne (elle était mal située). Elle survécut néanmoins jusqu'en 1991.
- la seconde gare de Spa date de 1863 et possède également les motifs en croisillons, il se pourrait cependant que sa construction ait été entreprise alors que la Compagnie du Pepinster-Spa avait déjà disparu.
- quelques-uns des ponts de la ligne 44 entre Pepinster et la gare de Spa sont encore ceux construits à l’origine